# George Bush Intercontinental Airport
George Bush Intercontinental Airport (IATA: IAH, ICAO: KIAH, FAA LID: IAH), är Houstons största flygplats. Med sitt strategiska läge i Texas, USA är den en viktig hubb för Continental Airlines. Flygplatsen trafikeras även från Europa av exempelvis Air France, British Airways och KLM. Flygplatsen är uppkallad efter George H.W. Bush.
Den 2 maj 2013 stängdes terminal B under ett flertal timmar efter en skottlossning.